# ヴェルフ1世 (アルトドルフ伯)

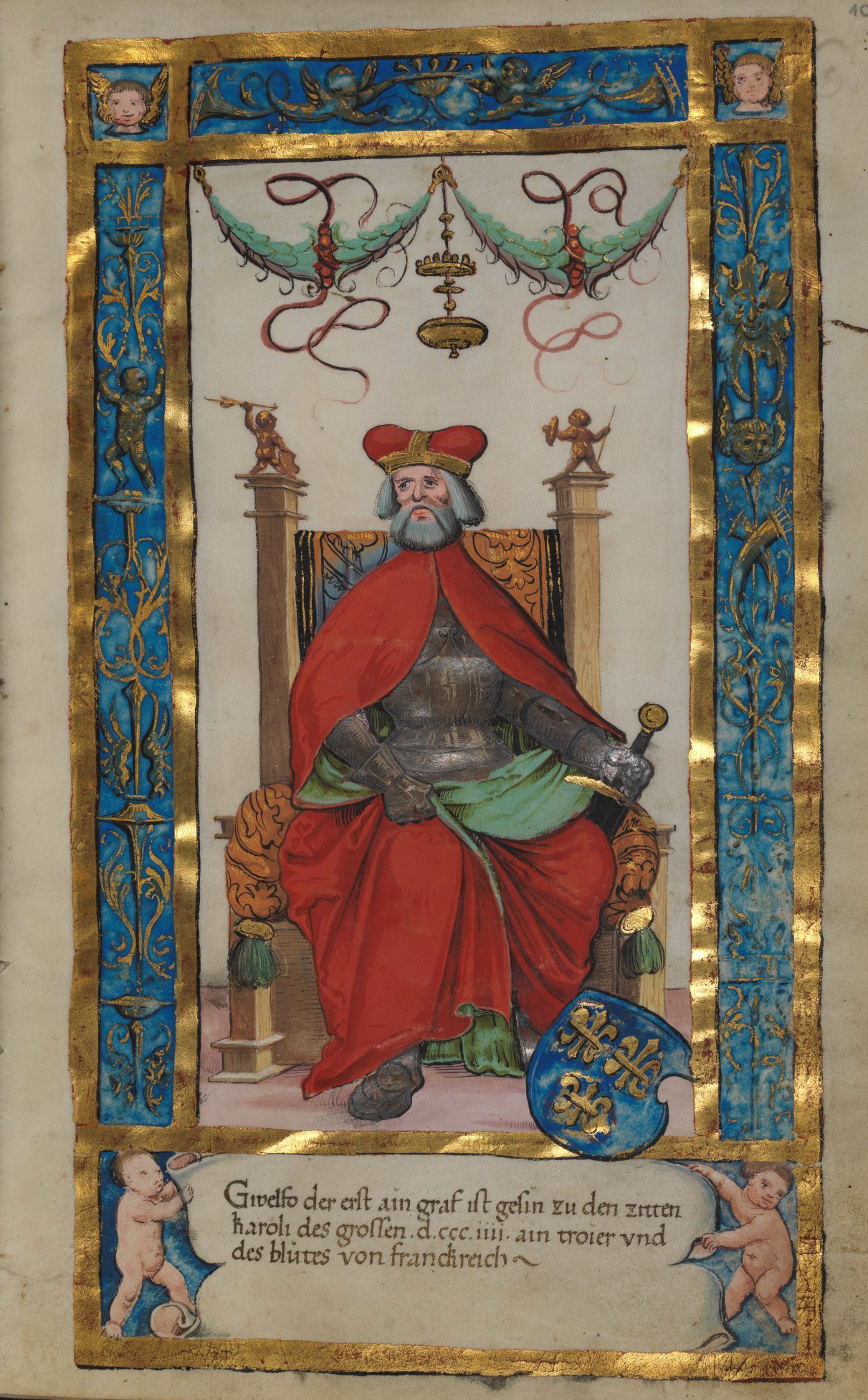
ヴェルフ1世

ヴェルフ1世（ドイツ語：Welf I., 8世紀後半 - 824/5年）は、シュヴァーベンのアルトドルフ伯（またはロートリンゲンのアルトルフ伯）。ブルグント系古ヴェルフ家の祖である。

## 生涯
ヴェルフは8世紀後半にカロリング朝フランク王国の貴族で、モーゼル川、ライン川およびマース川に挟まれた地域出身のルタルト伯の息子として生まれたという。母の名や出自は不明である。
ヴェルフについてはほとんど知られていない。一族の出身地であった現在のロレーヌからシュヴァーベンに移り、その地で伯となった。
8世紀末にヴェルフはハイルヴィヒ・フォン・バイエルン（またはハイルヴィヒ・フォン・ザクセン）と結婚した。年代記作者テガンによるとハイルヴィヒはザクセン貴族出身であるとされ、『Annalista Saxo』によるとエティション家出身であるという。
819年、ヴェルフは長女ユーディトを、1年前に妃エルマンガルド・ド・エスベイを亡くしていた皇帝ルートヴィヒ1世と結婚させた。ユーディトは非常に美しかったと伝えられている。
ヴェルフは824年または825年に死去したが、その正確な日は不明である。ヴェルフの死後、妻ハイルヴィヒはパリ近郊のシェル修道院に隠棲し、娘ユーディトの庇護の下、修道院長となった。

## 子女
- コンラート1世（800年頃 - 864年頃）[5] - パリ伯、オセール伯
- ルドルフ（866年没）[3] - ポンティユー伯、サンス伯
- ユーディト（800年頃 - 843年） - 819年に西ローマ皇帝ルートヴィヒ1世と結婚[3]
- エンマ（808年 - 876年） - 827年に東フランク王ルートヴィヒ2世と結婚